# ダダ (会社)
有限会社ダダ（英称：DaDa CO.,LTD.）は、テレビ番組の大道具を行う美術製作のプロダクションである。
この会社が美術製作を担当している番組は、フジテレビおよび同社系列各社が制作しているものがその大半を占める。

## 所在地
- 本社：東京都品川区東大井4-7-22　ヴィラ木の芽坂601

### 会社代表
- 稲田　敏則（社長）
- 原田　一孝（専務）

## 主な作品
（凡例）太字：現在放映中またはこれからの放映される担当作品、無：全般担当、※：大道具操作のみ担当、F：フジアール、T：テレビ朝日クリエイト

### イベント
- お台場冒険王